# 1840
| 1840               |
| ------------------ |
| Dødsfald - Fødsler |
| • Begivenheder     |

| Gregoriansk kalender | 1840 MDCCCXL            |
| Ab urbe condita      | 2593                    |
| Armensk kalender     | 1289 ԹՎ ՌՄՁԹ            |
| Kinesiske kalender   | 4536 – 4537 己亥 – 庚子 |
| Etiopisk kalender    | 1832 – 1833             |
| Jødisk kalender      | 5600 – 5601             |
| Hindukalendere       |                         |
| - Vikram Samvat      | 1895 – 1896             |
| - Shaka Samvat       | 1762 – 1763             |
| - Kali Yuga          | 4941 – 4942             |
| Iransk kalender      | 1218 – 1219             |
| Islamisk kalender    | 1256 – 1257             |

Konge i Danmark: Christian 8. 1839-1848
Se også 1840 (tal)

## Begivenheder

### Udateret
- Frie Bønder bærer liget af Kong Frederik d. 6 til Roskilde Domkirke d. 17. januar 1840Forordning om at dansk skal være officielt sprog i Slesvig.
- Første opiumskrig mellem England og Kina – varer til 1842
- Boerne erobrer Natal i Sydafrika fra Zuluerne

### Januar
- 22. januar - Britiske kolonister bosætter sig for første gang i New Zealand for at sikre landets tilhørsforhold til det britiske rige

### Februar
- 1. februar – Folketælling i Kongeriget Danmark, Hertugdømmerne samt på Grønland og Færøerne.
- 10. februar – Dronning Victoria af Storbritannien gifter sig med sin fætter Albert af Sachsen-Coburg-Gotha

### April
- 27. april – Edward Whymper, engelsk bjergbestiger og opdagelsesrejsende – første mand på toppen af Matterhorn

### Maj
- 6. maj - Det første frimærke tages i brug i Storbritannien

### Juni
- 20. juni - Samuel Morse tager patent på telegrafi
- 28. juni - Christian 8. krones i Frederiksborg Slotskirke. Han bliver den sidste monark, som krones og salves

### Oktober
- 7. oktober – Vilhelm II bliver konge af Nederlandene efter faderens abdikation
- 8. oktober – Corsaren, Danmarks første satirisk vitighedsblad, udkommer første gang

### November
- 30. november - Napoleon Bonapartes rester returneres fra St. Helena til Paris

## Født
- 2. april – Émile Zola, fransk forfatter (død 1902).
- 7. maj – Pjotr Iljitj Tjajkovskij, russisk komponist.
- 2. juni – Thomas Hardy, engelsk romanforfatter og digter.
- 10. juni – Theodor Philipsen, dansk maler
- 5. september – Troels Frederik Troels-Lund, historiker og forfatter (Dagligt Liv i Norden i det sekstende Aarhundrede).
- 14. november – Claude Monet, fransk maler.

## Dødsfald
- 30. marts – Beau Brummell, britisk dandy (født 1778).